# Habilitation à l'usage du titre de psychothérapeute
Depuis le milieu des années 2000, la France, la Suisse et le Québec ont mis en place des réglementations strictes et précises concernant l'habilitation d'un individu à utiliser le titre de « psychothérapeute ». En France il s'agit des réglementations de 2004 et 2010, en Suisse des réglementations de 2013 et au Québec des réglementations de 2009. Les psychothérapeutes ont généralement un diplôme de master minimum. Les raisons de cette législation sont non seulement la reconnaissance des capacités des professionnels habilités et l'encadrement de la profession dans un cadre de transparence et de protection des patients. Cette législation est le fruit d'une longue réflexion entre le gouvernement et des soignants. L'autorisation, par l'État, de l'usage du titre de psychothérapeute va de pair avec l'illégalité de l'usage de ce titre par des personnes non autorisées. Ce titre protégé par l'État ne doit pas être confondu avec des appellations non protégées comme psychopraticiens, gestalt-thérapeute, analyste transactionnel, etc.,.

## Habilitation par pays

### En France
L'article 52 de la loi no 2004-806 du 9 août 2004 modifiée relative à la politique de santé publique réglemente non seulement l’usage du titre de psychothérapeute mais impose que les personnes qui font usage de ce titre aient obtenu l'autorisation d'être inscrit sur le registre national des psychothérapeutes.
C'est à la suite de la réussite d'une formation en psychopathologie clinique (arrêté du 8 juin 2010) qui est sanctionnée par l'État français qu'une personne peut faire usage du titre de psychothérapeute. L’accès à la formation est réservé à des individus qui possèdent déjà un diplôme de niveau doctorat (bac +8 minimum) en médecine ou bien d'un diplôme de niveau master (bac+5) dont la spécialité ou la mention est la psychologie ou la psychanalyse. L'usage du titre de psychothérapeute par une personne n'ayant pas obtenu la formation et l'autorisation de l'Agence Régionale de Santé dont il dépend est illégal et peut être l'objet d'une condamnation. 
La formation « Psychopathologie clinique » comprend une formation supplémentaire de 400 heures minimum et un stage de cinq mois minimum dans un service agréé par l'agence régionale de santé (ARS),,.

### Au Québec
La Loi no 21 de 2009 énonce que la psychothérapie est d'emblée réservée aux psychologues et aux médecins. Des professionnels titulaires d'une maîtrise (5 ans d'études) dans le domaine de la santé mentale ou des relations humaines peuvent après une autorisation spéciale faire une activité de psychothérapie mais ne devront nécessairement faire précéder le titre de psychothérapeute par leur premier titre professionnel (exemple : M. X Ergothérapeute, psychothérapeute)

### En Suisse
Depuis le 1er janvier 2013, le titre de psychothérapeute est protégé à une échelle fédérale en Suisse. Le Conseil des États et le Conseil national ont en effet promulgué une loi, connue sous le nom de LPsy, qui réglemente tant le titre de psychologue que celui de psychothérapeute. Il devient ainsi nécessaire pour obtenir le titre de psychothérapeute de détenir un master en psychologie et d'avoir effectué une formation supplémentaire agréée (psychologue-psychothérapeute) ou alors d'avoir effectué une formation en médecine avec une spécialisation en psychiatrie (médecin-psychothérapeute).

## Confusions possibles
Tout le monde ne peut pas obtenir le titre de psychothérapeute (nécessitant une longue formation technique et pratique et une reconnaissance de ses compétences par l'État), certaines personnes utilisent d'autres appellations pour proposer une aide psychologique. Contrairement à celui de psychothérapeute le titre de psychopraticien n'est pas protégé, il est libre d'emploi, tout le monde peut y prétendre. De manière plus générale, certains titres sont non réglementés (psychopraticien, gestalt-thérapeute, analyste transactionnel, etc.) et ne doivent pas être confondus avec le titre de psychothérapeute. L'usage de ces titres est souvent auto-régulé par des associations professionnelles. Certaines associations bénéficient d'une certaine reconnaissance de la part des spécialistes ou des pouvoirs publics, d'autres sont peu reconnues et certaines ont même pu être classées comme sectes par des rapports parlementaires. Il est nécessaire de se renseigner au cas par cas sur les garanties de tel ou tel groupe ou association.